# Принц Сьодзьо
Принц Сьодзьо́ (яп. 性承法親王, しょうじょうほうしんのう; 12 лютого 1637 — 20 квітня 1678) — сьомий син Імператора Ґо-Мідзуноо. Перший син і друга дитина його дружини Мінасе Удзіко. 22-й настоятель монастиря Ніннадзі.

## Біографія
Народився 12 лютого 1637 року. Отримав ім'я Тойо.
12 жовтня 1647 року проголошений Імператорським принцом. Прийняв ім'я Наріацу.
20 жовтня 1647 року отримав статус молодшого брата принца Какусіна.
24 жовтня 1647 року відданий у монастир Ніннадзі. Прийняв чернечий постриг під іменем Сьохо. Отримав титул Імператорського принца-ченця. Згодом змінив ім'я на Сьодзьо. Став настоятелем монастиря Ніннадзі.
30 березня 1656 року нагороджений 2-м рангом Імператорських приців. 18 квітня 1678 року підвищений до 1-рангу Імператорських принців.
Помер 20 квітня 1678 року. 22 квітня того ж року похований на цвинтарі Ніннадзімія на території монастиря Хоґоїн в районі Укьо, Кіото.

## Родина
| Батько: | Імператор Ґо-Мідзуноо | (1559—1680) |  | 108-й Імператор Японії.                                             |
| Мати:   | Мінасе Удзіко         | (?—?)       |  | Прислужниця. Донька тимчасового середнього радника Мінасе Удзінарі. |